# 플렉서블 디스플레이
플렉서블 디스플레이(flexible display)는 휘어질 수 있는 디스플레이 장치를 뜻한다. 휠 수 있는 디스플레이, 플렉시블 디스플레이라고도 불린다.
일반적으로 사용되는 유리 기판이 아닌 플라스틱 기판을 사용하기 때문에 기판의 손상을 방지하기 위해서 기존의 제조 프로세서를 사용하지 않고 저온 제조 프로세서를 사용한다.

## 특성 및 구현단계
기존 LCD 및 유기 발광 다이오드(OLED)에서 액정을 싸고 있는 유리기판을 플라스틱 필름으로 대체, 접고 펼 수 있는 유연성을 부여한 것이다. 얇고 가벼울 뿐만 아니라 충격에도 강하다. 또 휘거나 굽힐 수 있고 다양한 형태로 제작이 가능하다는 장점을 갖고 있다.
플렉서블 디스플레이는 앞으로 4단계를 거쳐 발전해 나갈 것으로 예상된다.
1. 1단계는 떨어뜨려도 부서지지 않는 경박(輕薄)성으로 마음대로 다룰 수 있어 전자책이나 전자신문 등으로 제품화될 수 있다.
2. 2단계에 이르면 곡면형성이 가능해지며, 이 경우 디스플레이의 응용 영역이 크게 확대된다.
3. 3단계는 굽혀도 원래 형상으로 되돌아 오는 탄력성을 가지며, 두루마리형태로 말 수 있고 전자 옷을 구현할 수 있다.
4. 4단계는 종이와 가까운 궁극의 이상적 단계로 종이처럼 접을 수도 있다.

## 예상 적용 분야
플렉서블 디스플레이의 가볍고 깨지지 않는 특성 때문에 휴대전화, PDA, MP3 플레이어 등에 우선 적용될 것으로 예상된다. 향후 대면적화 기술이 확보되면 기존 디스플레이가 적용된 노트북 컴퓨터, 모니터, TV 등의 모든 분야에 대체 적용이 가능해 IT산업 전반에 걸쳐 크게 확산될 수 있을 것으로 보인다. 특히 기존의 유리기판 기반의 디스플레이로는 적용이 제한적이거나 불가능했던 새로운 영역의 창출이 가능할 수 있다. 잡지, 교과서, 서적, 만화와 같은 출판물을 대체할 수 있는 전자책 분야와 디스플레이를 접거나 말아서 휴대할 수 있는 초소형 PC, 실시간 정보확인이 가능한 스마트 카드 등 새로운 휴대용 IT제품 분야가 플렉서블 디스플레이의 활용분야가 될 수 있다. 이외에도 유연한 플라스틱 기판을 사용, 질기고 구부림이 자유로워 여러 디자인을 표현할 수 있어 입고 다닐 수 있는 의류용 패션, 의료용 진단 분야에까지도 확대 적용할 수 있다.
현재의 기술수준으로는 당장 상용화가 어려운 상태이지만 앞으로 2~3년 정도 후에는 가능할 것으로 보인다. 동작속도의 개선을 통해 현재 정지화상의 표현수준에서 동영상을 구현할 수 있어야 하고, 특히 컬러 구현에 있어 기술발전이 더 진전 되어야 할 것이다.

## 같이 보기
- 말 수 있는 디스플레이
- 전자종이
- 액정 디스플레이
- 유기 발광 다이오드